# Ventasso
Ventasso (Vêntās en el dialecto local del emiliano-romañol) es una comuna italiana ubicada en la provincia de Reggio Emilia de la región de Emilia-Romaña.
El actual municipio fue fundado el 1 de enero de 2016 mediante la fusión de las hasta entonces comunas separadas de Busana, Collagna, Ligonchio y Ramiseto. La capital municipal es Cervarezza Terme, hasta 2015 perteneciente al municipio de Busana.
En 2022, el municipio tenía una población de 3959 habitantes.
Comprende un conjunto de pequeñas localidades rurales ubicadas en el suroeste de la provincia, junto al límite con Toscana. Se ubica en el entorno del parque nacional de los Apeninos tosco-emilianos y se estructura entre valles de los ríos Ozola, Secchia y Enza. Recibe su topónimo por hallarse en su interior el monte Ventasso, uno de los Apeninos tosco-emilianos.